# 메흐메트 에르뎀
메흐메트 에르뎀(Mehmet Erdem, 1978년 ~ )은 튀르키예의 가수이다.